# うず (漫画家)
うずは、日本の漫画家。好きなものは犬と鳥とおやつ。

## 作品

### 過去作品
漫画
- しばいぬ子さん
  - 2010年 - 2014年、まんがくらぶオリジナル（竹書房）連載。
  - 2011年8月 、まんがライフ（竹書房）10月号ゲスト掲載。
  - 2011年11月 - 2012年2月 、まんがライフMOMO（竹書房）12月号-2月号ゲスト掲載。
  - 2011年12月 、まんがくらぶ（竹書房）1月号ゲスト掲載。
  - 2012年 - 2015年、まんがライフオリジナル（竹書房）連載。
- 魔人と失われた王国-むかしむかしの物語-
  - 2011年1月 - 8月 、Side-BNコミックweb（発行：バンダイナムコゲームス、制作：アスキー・メディアワークス）連載。全8話。
- ココロノココロン
  - 2011年 、Side-BN(Vol.72 - Vol.74)（発行：バンダイナムコゲームス、制作：アスキー・メディアワークス、原作：原裕朗とバースデイ）短期連載。
  - 2011年 、ココロノココロン　カンペキ！攻略ガイド（発行：アスキー・メディアワークス、発売：角川グループパブリッシング）掲載。
- 炊飯器少女コメコ
  - 2011年 - 2013年、まんがタイムジャンボ（芳文社）連載。
  - 2011年 - 2012年、まんがホーム（芳文社）連載。
  - 2012年4月 、まんがタイムファミリー（芳文社）6月号ゲスト掲載。
  - 2012年4月 、まんがタイムスペシャル（芳文社）6月号ゲスト掲載。
  - 2012年4月 、まんがタイムオリジナル（芳文社）6月号ゲスト掲載。
- きぐるめくるみ!
  - 2013年 - 2015年、まんがタウン（双葉社）連載。
- 4コマ翠星のガルガンティア
  - 2013年 - 2015年、月刊ブシロード（ブシロード）2013年8月号 - 2015年1月号連載。
- 妖怪タヌキのそだて方
  - 2015年6月 - 2018年1月、主任がゆく!スペシャル（ぶんか社、本当にあった笑える話Pinky増刊号） VOL.82 - 84,88 - 118連載。

その他
- ネバーランドクロニクル（著：高殿円）
  - 2006年 - 2007年、Novel JAPAN（ホビージャパン）Vol.1 - Vol.6挿絵連載。
  - 2007年、Novel JAPAN（ホビージャパン）Vol.7 - Vol.8漫画連載。

### 単行本
- ファイナルファンタジーXI　アンソロジーコミック、既刊3巻（エンターブレイン）
  - “おかえり”、2006年1月、ISBN 4-7577-2550-7
  - “おかえり2”、2007年9月、ISBN 978-4-7577-3702-0
  - リボン、2010年8月、ISBN 978-4-04-726706-0
- 魔人と失われた王国-むかしむかしの物語-(2011年9月、アスキー・メディアワークス、ISBN 978-4048708678)
- 炊飯器少女コメコ、既刊2巻（まんがタイムコミックス）
  1. 2012年5月、ISBN 978-4832250789
  2. 2012年9月、ISBN 978-4832251120
- しばいぬ子さん、全4巻（バンブーコミックス）
  1. 2012年7月、ISBN 978-4812479254
  2. 2013年8月、ISBN 978-4812483541
  3. 2014年8月、ISBN 978-4812487495
  4. 2016年6月、ISBN 978-4801953796
- きぐるめくるみ!、既刊1巻（アクションコミックスまんがタウン）
  1. 2014年7月、ISBN 978-4575944181
- 妖怪タヌキのそだて方、全2巻（ぶんか社コミックス）
  1. 2017年4月、ISBN 978-4821134120
  2. 2018年3月、ISBN 978-4821135967